# Standard E-1
Lo Standard E-1 fu un aereo da caccia monomotore biplano sviluppato dall'azienda aeronautica statunitense Standard Aircraft Corporation nei tardi anni dieci del XX secolo.
Destinato all'United States Army Air Service, l'allora componente aerea dello United States Army (l'esercito statunitense), venne testato come prototipo e con la sigla M-Defence nel 1917 e fu l'unico caccia sviluppato negli Stati Uniti d'America durante la prima guerra mondiale. Introdotto troppo tardi per poter dare un considerevole apporto al conflitto, venne utilizzato maggiormente nei mesi successivi la stesura dell'armistizio di Compiègne che in quelli che lo precedettero.

## Storia del progetto
La rapida evoluzione dell'arma aerea che seguì l'epoca pionieristica dell'aviazione suggerì anche all'esercito degli Stati Uniti d'America di adeguare la propria flotta con nuovi modelli in grado di competere con quelli che si stavano sviluppando in Europa. Con la decisione di schierarsi a fianco delle nazioni della Triplice intesa durante la prima guerra mondiale ed il coinvolgimento del contingente statunitense nelle operazioni belliche, la necessità di disporre di un efficace aereo da caccia si fece più pressante.
In quest'ambito la Standard Aircraft Corporation con sede ad Elizabeth, nel New Jersey, decise, nel 1917, di avviare il progetto di un nuovo modello da caccia da proporre allo United States Army, un monomotore monoposto a velatura biplana che riproponeva l'impostazione classica dei pari ruolo del periodo. L'esercito si dimostrò interessato al modello e, assegnandogli la designazione M-Defence, sottoscrisse un contratto per la fornitura di quattro prototipi da destinare a prove di valutazione.
I primi due esemplari, realizzati nel gennaio 1918 ed equipaggiati con un motore rotativo a pistoni Gnome raffreddato ad aria da 100 hp (74,5 kW), vennero consegnati per le prove di volo ma il risultato non soddisfece completamente la commissione esaminatrice dell'esercito. Benché la stabilità e la manovrabilità fossero state giudicate accettabili, le prestazioni risultarono inferiori alle aspettative così come la dotazione offensiva, costituita da una singola mitragliatrice giudicata oramai non all'altezza del compito che il velivolo sarebbe andato a svolgere in ambito operativo. Lo U.S. Army decise di conseguenza di annullare l'ordine dei due successivi esemplari.
Ciò nonostante la necessità di disporre di moderni aerei da addestramento avanzato per la formazione di piloti da caccia indusse la Standard a riconvertire il progetto a questo ruolo riproponendolo, con qualche modifica, allo U.S. Army. Presentato alla commissione esaminatrice ebbe questa volta miglior successo e giudicato idoneo portò alla sottoscrizione di un contratto di fornitura per ben 460 esemplari, la cui produzione in serie avvenne con la designazione E-1.
Tuttavia l'E-1 era equipaggiato con la stessa motorizzazione dell'M-Defence, ovvero lo Gnome, che esprimendo una potenza di 100 hp, si ritenne avesse prestazioni eccessive per un modello destinato all'addestramento per cui l'ordine venne bloccato dopo che ne erano stati realizzati 93 esemplari. La Standard decise allora di ricorrere ad una motorizzazione dalla potenza ridotta adottando un rotativo a pistoni Le Rhône 9C dalla stessa architettura ma da soli 80 hp (60 kW), modello realizzato localmente su licenza dalla statunitense Union Switch Company. Con questa configurazione alla fine del 1918 la produzione dell'E-1 riprese con un lotto di 75 unità addizionali, ma nel novembre con il termine del conflitto l'ordine venne definitivamente cancellato.

## Utilizzatori
Stati Uniti
- United States Army Air Service